# Umi no hanabi
Umi no hanabi (海の花火, lit. fogos de artifício do mar) é um filme japonês de drama de 1951 escrito e dirigido por Keisuke Kinoshita.

## Sinopse
Em Yobuko, Kyushu, no sul do Japão, os irmãos Tarobei e Jinkichi administram um negócio de pesca com dois navios próprios. Como a captura é muito baixa para cobrir as despesas causadas por capitães corruptos operando seus barcos, o seu negócio está ameaçado de falência quando os investidores exigem o seu dinheiro de volta. Além disso, a associação de pesca anuncia a retirada da licença dos barcos, uma vez que o número nacional de barcos de pesca licenciados é limitado.
Depois de demitir os capitães corruptos, Tarobei e Jinkichi contratam Tsuyoshi e seu irmão mais novo, Wataru, para assumir o comando de seus navios. Quando um potencial investidor oferece um empréstimo com a condição de que Tarobei dê sua filha mais nova, Miwa, como noiva ao filho do investidor, Tarobei entra em conflito por causa de sua promessa de nunca casar nenhuma de suas filhas por razões monetárias. Enquanto isso, Miwa se apaixona por Wataru, enquanto Tsuyoshi desenvolve uma afeição por Mie, a irmã mais velha de Miwa, que perdeu o marido na guerra. Depois que as novas tripulações dos navios lutaram com sucesso contra as antigas e Tarobei finalmente conseguiu convencer a associação a renovar sua licença (à custa de sua saúde), os navios podem oficialmente zarpar.

## Elenco
- Michiyo Kogure como Mie Kamiya
- Yoko Katsuragi como Miwa Kamiya
- Teruko Kishi como Sami
- Chishū Ryū como Tarobei Kamiya
- Isuzu Yamada como Kaoru Uozumi
- Chieko Higashiyama como Mitsu
- Takashi Miki como Shōgo
- Keiko Tsushima como Yukiko Nomura
- Rentarō Mikuni como Tsuyoshi Yabuki
- Wataru Sakisaka como Wataru Yabuki
- Haruko Sugimura como Kono Kujirai
- Keiji Sada como Tamihiko Kujirai
- Kōji Mitsui como Moriyama
- Akira Ishihama como Ippei Nagisa
- Toshiko Kobayashi como Midori
- Takeshi Sakamoto como Jinkichi Aikawa
- Yasushi Nagata como Genroku Karasawa
- Seiji Miyaguchi como Gunzo Ishiguro

## Prêmios
- Mainichi Film Awards na categoria Melhor Ator para Chishū Ryū.[3]